# Serge Bourguignon
Pour les articles homonymes, voir Bourguignon.
Serge Bourguignon est un réalisateur et scénariste français né le 3 septembre 1928 à Maignelay (Oise).
Il reste aujourd'hui connu, notamment à l'étranger, pour avoir réalisé Les Dimanches de Ville-d'Avray en 1962.

## Biographie
Serge Bourguignon a réalisé plusieurs documentaires géographiques en Asie, dont un sur le Sikkim, durant une expédition au cœur de l'Himalaya, puis des courts métrages, notamment Le Sourire qui obtient la Palme d'or du court métrage au Festival de Cannes 1960.
En 1962, il réalise Les Dimanches de Ville d'Avray d'après un roman de Bernard Eschasseriaux. Le film obtient l'Oscar du meilleur film en langue étrangère en 1963.
Serge Bourguignon à son époque était boudé par la Nouvelle Vague. Selon le critique de cinéma Michel Aubriant, « il avait assez proclamé qu'il n'appartenait à aucune école, aucune chapelle, qu'il avait fait ses classes en parcourant les Indes et la Malaisie, une caméra au poing, et que les tempêtes dans les encriers parisiens le laissaient indifférent ». Dans le même article, le jeune cinéaste explique son succès américain par le fait de voir « après tant d’œuvres de jeunes cinéastes français empreintes d'esprit d'amateurisme, un film qui témoignait d'un certain respect pour le métier ».
À la suite de ce succès aux États-Unis, Hollywood fait appel à lui. Il aurait refusé 24 propositions de réalisation dont Reflets dans un œil d'or et La Planète des singes. Il accepte un projet avec Natalie Wood, intitulé Cassandra at the Wedding, mais l'agent de la vedette de West Side Story craignait que le film nuise à l'image de l'actrice, le scénario racontant une relation ambigüe entre deux sœurs jumelles. Serge Bourguignon décide alors de réaliser La Récompense (The Reward) à Death Valley avec notamment Max von Sydow et Yvette Mimieux dans les rôles principaux, film qu'il voulait réaliser depuis quelques années.
Brigitte Bardot, star majeure à cette époque, fait appel à lui pour réaliser À cœur joie, tourné en Écosse en 1966 avec Laurent Terzieff, Jean Rochefort et James Robertson Justice. Malgré les qualités du film, lorsque À cœur joie sort en 1967, la presse s'intéresse plus à la vie privée de Brigitte Bardot qu'au film en lui-même.
Le cinéaste est aussi fréquemment crédité comme étant le réalisateur du film The Picasso Summer, sorti en 1969. Mais c'est en fait Robert Sallin qui fut appelé pour le réaliser à la suite du départ de Serge Bourguignon, en milieu de tournage, du fait d'un profond désaccord avec les producteurs. Son nom ne figure d'ailleurs pas au générique du film.
Serge Bourguignon a par ailleurs eu une longue liaison avec l'actrice Yvette Mimieux qu'il avait dirigée au cinéma,.

## Filmographie

### Réalisateur

#### Courts métrages
- 1948 : Académie de peinture (film réalisé dans le cadre de l'IDHEC)
- 1953 : Médecin des sols
- 1954 : Démons et Merveilles de Bali
- 1954 : Bornéo
- 1957 : Jeune Patriarche
- 1958 : Marie Lumière (projet non réalisé)[9]
- 1959 : Le Montreur d'ombres
- 1959 : Escale
- 1960 : Le Sourire
- 1960 : Étoile de mer

#### Longs métrages
- 1956 : Sikkim, terre secrète (documentaire) (jamais sorti en France)
- 1962 : Les Dimanches de Ville d'Avray
- 1965 : La Récompense (The Reward)
- 1967 : À cœur joie
- 1978 : Mon royaume pour un cheval (documentaire)
- 1985 : The Fascination

#### Séries documentaires télévisée
- 1980 : Le Signe du cheval (6 épisodes)
- 1992-1995 : Impressions d'extrême-océan (6 épisodes)
- 1994 : Le Sourire et la Conscience (2 épisodes) (sorti directement en VHS)

### Scénariste
- 1952 : Le Rhin fleuve international d'André Zwobada

### Assistant réalisateur
- 1950 : Les Enfants terribles[10] de Jean-Pierre Melville
- 1951 : Capitaine Ardant d'André Zwobada

### Acteur
- 1951 : Capitaine Ardant d'André Zwobada : un militaire

- 1962 : Les Dimanches de Ville-d'Avray : le cavalier

## Publication
- 1955 : Sikkim ou le langage du sourire[11]

## Discographie
- 1956 : Musique Tibétaine du Sikkim (Disque Microsillon 33 tours, 30 cm.)[12]

## Critiques
« Seul le ciel sait par quelle rare vertu New York a été récompensé avec la première présentation publique d'un chef d’œuvre du cinéma français. Mais elle l'a été. Et, qui plus est, ce travail de la beauté, connu ici comme Cybèle ou Les Dimanches de Ville-d'Avray, présenté pour la première fois aux Fine Arts avant même sa présentation en France, est presque sur la voie d'être un miracle cinématographique. »

— Bosley Crowther,  « Sundays and Cybele », New York Times, 13 novembre 1962 (traduit de l'anglais)

« Oui, il a des défauts (…) Mais il y a dans ce film une « grâce » particulière qui relègue ces critiques de détail à l'arrière-plan et cette grâce particulière à laquelle mes confrères, l'esprit « embouteillé » et la sensibilité émoussée par le « forcing » auquel ils étaient soumis à Venise, n'ont pas été sensibles, domine l’œuvre tout entière. »

— Jeander, Les Dimanches de Ville-d'Avray, Libération, 28/11/1962.

« Rien dans le regard, tout dans le sourire : plaire semble être son obsession majeure. […] Cybèle ou Les Dimanches de Ville d'Avray, ne recule devant aucun des poncifs poétiques, littéraires et cinématographiques, dont Le Ballon rouge est le glorieux archétype. »

— Cahiers du cinéma, no 138, décembre 1962

## Distinctions
- 1958 : Festival de Karlovy Vary[13] : Sélection officielle pour Jeune patriarche
- 1960 : Festival du film de Florence : Médaille d'or du Sénat italien pour Jeune patriarche[14]
- 1960 : Festival de Cannes 1960 : Palme d'or du court métrage pour Le Sourire
- 1962 : Mostra de Venise 1962 : Mention spécial du jury et Prix Maschere (Prix de la critique internationale) pour Les Dimanches de Ville d'Avray
- 1962 : National Board of Review Awards : Meilleur film étranger pour Les Dimanches de Ville d'Avray
- 1963 : Oscars 1963 : Oscar du meilleur film étranger pour Les Dimanches de Ville d'Avray
- 1963 : Golden Globes 1963 : Samuel Goldwyn International Award pour Les Dimanches de Ville d'Avray[15]
- 1963 : Victoires du cinéma français 1963 : Meilleur metteur en scène pour Les Dimanches de Ville d'Avray
- 1964 : Blue Ribbon Awards pour Les Dimanches de Ville d'Avray
- 1964 : Oscars 1964 : Nomination à l'Oscar du meilleur scénario adapté pour Les Dimanches de Ville d'Avray.